# Osteoclasto

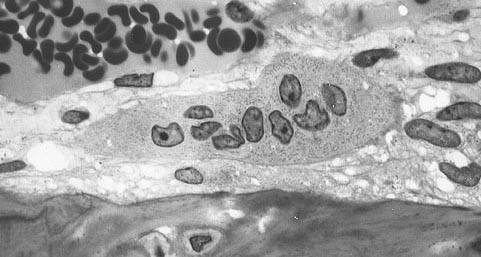
Osteoclasto que exhibe muchos núcleos dentro de su citoplasma "espumoso".

El osteoclasto es una célula multinucleada, móvil y gigante que degrada, reabsorbe y remodela huesos. Al igual que el osteoblasto, está implicado en la remodelación del hueso natural. Deriva de células hematológicas.
Los osteoclastos, células responsables de la reabsorción de la matriz ósea, son células acidófilas y polinucleadas de gran tamaño. Ocupan una cavidad llamada laguna de resorción o laguna de Howship y se localizan en las superficies óseas firmemente asociadas a la matriz ósea, por medio de integrinas (α5β3). Los osteoclastos se forman por la fusión de varias células mononucleares derivadas de una célula madre sanguínea de la médula ósea, mostrando muchas propiedades de los macrófagos, formando parte del sistema monocítico macrofágico.

## Características
Los osteoclastos se caracterizan por poseer una porción de su membrana "arrugada", en forma de cepillo, rodeada de un citoplasma libre de orgánulos llamada "zona clara", con la que se adhiere a la superficie del hueso mediante integrinas, unos receptores especializados del hueso. El proceso de resorción se inicia cuando el aparato de MRD de las células excreta lisosomas con enzimas capaces de producir un microambiente ácido por debajo de la membrana arrugada como consecuencia del transporte de protones mediante la bomba de protones ATP-dependiente, el intercambio Na+/H+ y la anhidrasa carbónica. Las enzimas lisosomales de los osteoclastos implicadas en este proceso son cistein-proteasas como la catepsina y sobre todo, la fosfatasa ácida tartrato-resistente (esta última se utiliza como marcador del fenotipo osteoclástico). Las enzimas lisosomales solo son liberadas en la zona clara en las proximidades del borde arrugado produciéndose en esta área las reacciones de degradación de la matriz que deben producirse antes de que el medio ácido disuelva las sales minerales del hueso.

## Regulación
La reabsorción osteoclástica depende de una serie de factores reguladores externos como la hormona paratiroidea, la 1,25-dihidroxicalciferol (vitamina D3), la calcitonina y vitamina D. Otros factores que afectan la funcionalidad de los osteoclastos son los glucocorticoides y las prostaglandinas.
Además participa en los procesos de osificación endocondral y osificación intramembranosa en las fracturas de huesos (planos y restantes, respectivamente). Esto es debido a la resorción de material el cual es desechable y la intervención posterior de osteocitos en la reparación ósea.